# 윤석민 (1986년)
윤석민(尹錫珉, 1986년 7월 24일~)은 대한민국의 야구 선수, 해설가이다. 현역 시절 KBO 리그의 KIA 타이거즈의 투수로 활동했으며 대한민국 야구 대표팀의 일원으로 2008년 하계 올림픽에서 금메달을 획득했다. 
현역 은퇴 후 야구 해설가와 방송인으로 활동하고 있으며 현재 SPOTV의 야구 해설위원을 맡고 있다.

## 선수 시절

### 한국 프로야구 시절

#### KIA 타이거즈시절

##### 2005년시즌
2차 1라운드로 입단해 중간 계투와 마무리를 오가며 4점대 평균자책점, 7세이브를 기록했다.

##### 2006년시즌
5승 6패, 19세이브, 2점대 평균자책점을 기록했다. 시즌 후 이용규와 함께 2006년 아시안 게임 국가대표에 선발돼 동메달을 획득했다.

##### 2007년시즌
선발로 전환해 3점대 평균자책점을 기록했다. 준수한 활약을 했지만 타선의 지원을 받지 못해 18패로 시즌 최다 패를 기록했다.

##### 2008년시즌
커리어 첫 두 자릿 수 승과 평균자책점 1위를 기록했다.

##### 2009년시즌
9승 4패, 3점대 평균자책점을 기록했다. 커리어 첫 한국시리즈 우승을 달성했다.

##### 2010년시즌
시즌 첫 경기인 롯데 자이언츠전에서 승리 투수가 됐지만 6월 19일 불펜이 긔의 승리를 날리자 라커문을 주먹으로 가격해 손가락 골절상을 당하며 한 달 이상 출전하지 못했다. 시즌 6승을 기록했다.

##### 2011년시즌
4월 2일 개막전에서 삼성 라이온즈를 상대로 7이닝 8탈삼진을 기록했지만 불펜의 난조로 패전 투수가 됐다. 일주일 뒤인 두산 베어스전에서 초반에 상대 타선에게 집중타를 맞아 5이닝 8실점을 기록했고, 4월 15일 한화 이글스전에서는 역전 패를 당하는 등 시작이 좋지 않았다. 하지만 직구와 슬라이더의 비율을 높이며 구위를 회복하기 시작했고, 시즌 중 자신의 최고 구속인 155km/h를 기록했다. 시즌이 갈수록 구위는 향상됐고 시즌 17승 5패, 2점대 평균자책점으로 투수 트리플 크라운을 달성했다. 또 최고 승률까지 기록하며 1991년 선동열 이후 20년 만에 4관왕을 차지했다. 압도적인 성적으로 골든 글러브와 MVP까지 수상했다.
한편, 세 번의 완투 경기를 모두 완봉승으로 기록했는데  이 기록은 역대 저실점 완투를 모두 완봉승으로만 기록한 선수 공동 2위 타이 기록으로 남아 있다.

##### 2012년시즌
시즌 첫 경기인 삼성 라이온즈전에서 8이닝 11탈삼진 무실점, 넥센 히어로즈전에서 9이닝 1실점, 14탈삼진으로 그의 최고 탈삼진 기록을 경신하며 시즌 초에 압도적인 피칭을 했으나 시즌이 갈수록 구위가 떨어지며 부진했다. 시즌 중 부상으로 2군으로 내려가는 등 2011년만큼의 압도적인 모습을 보이진 못했고 9승 8패, 3점대 평균자책점을 기록하며 시즌을 마쳤다.

##### 2013년시즌
어깨 부상이 있었는데도 무리하게 WBC에 출전해 부상이 더욱 악화됐다. 그래서 시즌 초반에는 2군에서 재활 치료를 했고 5월 이후 1군에 복귀했다. 하지만 어깨 부상의 여파로 구위가 떨어졌고 3승 6패, 4점대 평균자책점으로 커리어 최악의 성적을 남겼다. 시즌 후 FA 자격을 얻었다.

### 미국 프로야구 시절

#### 볼티모어 오리올스시절
2014년 2월 13일 보장 금액 3년 575만 달러, 옵션에 따라 총액이 3년간 최대 1,300만 달러의 조건으로 계약했다. 거기에 2년 차 때 MLB 승격시 마이너 강등 거부권 조건도 걸었다. 2014년 시즌 중 부상자 명단에도 등재돼 결국 MLB에 승격되지 못했다. 시즌 후에는 지명 할당까지 당했으며 마이너 강등 거부권이 그에게는 오히려 독이 됐다. 두 번째 시즌부터 바로 마이너 거부권을 쓸 수 있을 줄 알았으나 40인 로스터 진입시에만 쓸 수 있는 거부권이었다. 그래서 그는 거부권을 쓰지 못하고 마이너 생활을 지속해야 했다.

#### 노퍽 타이즈시절
2014년 4승 8패, 5점대 평균자책점을 기록했다. 2015년에는 빅 쇼윌터 감독이 그를 MLB 캠프에 넣지 않겠다고 선언했고, 결국 마이너 리그 캠프행을 통보받자 그는 마이너 리그 캠프를 거절하고 스콧 보라스 코퍼레이션 훈련장에서 같이 온 마이너리그 선수 한 명, 트레이너와 함께 훈련했다. MLB행에 대한 의지를 보였지만 결국 2015년 3월 5일에 KIA 타이거즈 복귀를 결정했다.

### 한국 프로야구 복귀

#### KIA 타이거즈복귀

##### 2015년시즌
3월 5일에 복귀했다. 그 다음 날 3월 6일에 당시 역대 FA 최고 액인 4년 90억에 1년 만에 친정 팀에 복귀했다. 팀은 볼티모어 오리올스에 이적료 1달러를 지급했다. 국내 복귀 후 2015년 시즌부터 공석이었던 마무리를 맡았다.
30세이브를 기록했으나 어깨에 주사를 많이 맞으며 겨우 버텼다. 이는 다음 시즌에 효과가 별로 나타나지 않을 정도로 많은 양이었다.

##### 2016년시즌
2016년 시즌부터 다시 선발 투수로 전환했다. 하지만 넥센전에서 완투한 뒤 어깨 부상으로 거의 1군에서 볼 수 없었다. 9월에 다시 복귀해 구원 투수로 등판했고, 시즌 후 어깨 웃자란 뼈 제거 수술을 받았다.
그는 날개뼈와 맞닺는 어깨 회전뼈가 닳은 깊숙한 형태의 부상이었기에 수술 후에도 재활이 쉽지 않았다.
2017년 7월에 불펜 투구를 준비했으나 통증이 재발해 2017년 시즌에는 활동하지 못했다.

##### 2018년시즌
선발로 등판할 때마다 패전 투수가 되자 보직을 마무리로 변경했고, 세이브를 자주 기록하며 자리를 잡는 듯했으나 시즌 후반부로 갈수록 부진했다. 2019년 시즌에 연봉이 10억 5,000만원이 삭감된 2억원에 계약했으나 재활군에 계속 머무르다가 2019년 시즌 후 은퇴를 선언했다.

## 야구선수 은퇴 후
2023년부터 SPOTV의 야구 해설위원으로 활동한다.

## 방송 출연
- 2020년 ~ 2021년 아내의 맛
- 2023년《생방송 행복드림 로또 6/45》- 게스트 1053회

## 특징
- 개인 최고 구속은 155km/h이다. 2014년에 마이너에서 최고 150km/h 정도, 평균 130km/h 중후반대이다. 선수 시절 슬라이더를 매우 잘던졌으며 서클 체인지업, 너클 커브, 팜볼 등의 다양한 변화구 구사가 가능하다.
- 보통 직구로 초구를 잡으며 결정구로 우타자에게는 슬라이더, 좌타자에게는 서클 체인지업을 던지며 삼진을 이끌어낸다. 2011년 후 탈삼진 능력이 상당히 향상됐다.
- 2010년 8월 15일 롯데 자이언츠전에서 홍성흔이 그의 몸쪽 공에 손등을 맞으며 시즌 아웃됐고, 8월 24일 롯데 자이언츠전에서는 조성환이 머리 쪽에 사구를 맞으며 야유를 받았다. 이 때문인지 사직야구장에서 열리는 롯데 자이언츠전에서 부진한 경기가 많았다.
- 그와 동명이인인 내야수 윤석민이 상무 야구단에 지원서를 냈는데 KBO에서 그로 착각해 입대가 무산됐다.

## 출신 학교
- 구리초등학교 (구리리틀)
- 경기 인창중학교
- 야탑고등학교

## 배우자
- '김시온' (2017년 ~ 현재)

## 국가대표 경력

### 2008년베이징 올림픽
7.2이닝, 2승 1세이브, 방어율 2.35, 6탈삼진

### 2009년WBC
3월 18일 예선 일본 전 (펫코 파크) 구원 등판, 2.1이닝 3피안타, 무실점, 2탈삼진
3월 22일 4강전 베네수엘라 전 (다저 스타디움) 선발 등판, 6.1이닝, 2실점

## 수상

### 국제대회
- 2008년 하계 올림픽 금메달
- 2010년 아시안 게임 금메달

## 통산 기록
| 연 도           | 소 속           | 나 이           | 승 리 | 패 전 | 승 률 | 평 자 책 | 출 장 | 선 발 | 완 투 | 완 봉 | 세 이 브 | 홀 드 | 이 닝  | 피 안 타 | 피 홈 런 | 볼 넷 | 고 4 | 탈 삼 진 | 몸 맞 | 보 크 | 폭 투 | 실 점 | 자 책 | 타 자 수 | W H I P |
| --------------- | --------------- | --------------- | ----- | ----- | ----- | -------- | ----- | ----- | ----- | ----- | -------- | ----- | ------ | -------- | -------- | ----- | ---- | -------- | ----- | ----- | ----- | ----- | ----- | -------- | ------- |
| 2005            | KIA             | 19              | 3     | 4     | .429  | 4.29     | 53    | 0     | 0     | 0     | 7        | 0     | 84.0   | 92       | 8        | 32    | 2    | 49       | 6     | 0     | 3     | 47    | 40    | 372      | 1.48    |
| 2006            | KIA             | 20              | 5     | 6     | .455  | 2.28     | 63    | 0     | 0     | 0     | 19       | 9     | 94.2   | 81       | 5        | 27    | 3    | 75       | 4     | 0     | 5     | 26    | 24    | 381      | 1.14    |
| 2007            | KIA             | 21              | 7     | 18    | .280  | 3.78     | 28    | 26    | 2     | 1     | 0        | 0     | 162.0  | 161      | 10       | 59    | 1    | 104      | 15    | 0     | 2     | 76    | 68    | 703      | 1.36    |
| 2008            | KIA             | 22              | 14    | 5     | .737  | 2.33     | 24    | 23    | 1     | 0     | 0        | 1     | 154.2  | 121      | 10       | 42    | 0    | 119      | 4     | 0     | 2     | 45    | 40    | 612      | 1.05    |
| 2009            | KIA             | 23              | 9     | 4     | .692  | 3.46     | 27    | 16    | 0     | 0     | 7        | 0     | 119.2  | 110      | 9        | 44    | 1    | 117      | 8     | 0     | 1     | 52    | 46    | 510      | 1.29    |
| 2010            | KIA             | 24              | 6     | 3     | .667  | 3.83     | 23    | 13    | 1     | 0     | 3        | 0     | 101.0  | 95       | 5        | 36    | 0    | 94       | 3     | 0     | 3     | 48    | 43    | 432      | 1.30    |
| 2011            | KIA             | 25              | 17    | 5     | .773  | 2.45     | 27    | 25    | 3     | 3     | 1        | 0     | 172.1  | 137      | 10       | 44    | 0    | 178      | 6     | 1     | 2     | 53    | 47    | 679      | 1.05    |
| 2012            | KIA             | 26              | 9     | 8     | .529  | 3.12     | 28    | 24    | 3     | 2     | 0        | 0     | 153.0  | 120      | 9        | 33    | 0    | 137      | 8     | 2     | 4     | 60    | 53    | 619      | 1.00    |
| 2013            | KIA             | 27              | 3     | 6     | .333  | 4.00     | 30    | 11    | 1     | 0     | 7        | 2     | 87.2   | 91       | 9        | 28    | 0    | 76       | 1     | 1     | 0     | 41    | 39    | 372      | 1.36    |
| 2014            | NOR             | 28              | 4     | 8     | .333  | 5.74     | 23    | 18    | 0     | 0     | 0        | 0     | 95.2   | 125      | 15       | 26    | 0    | 67       | 5     | 1     | 4     | 69    | 61    | 429      | 1.58    |
| 2015            | KIA             | 29              | 2     | 6     | .250  | 2.96     | 51    | 0     | 0     | 0     | 30       | 0     | 70.0   | 69       | 4        | 24    | 7    | 68       | 2     | 0     | 1     | 23    | 23    | 297      | 1.33    |
| 2016            | KIA             | 30              | 2     | 2     | .500  | 3.19     | 16    | 3     | 1     | 0     | 1        | 6     | 31.0   | 36       | 1        | 8     | 0    | 26       | 5     | 0     | 1     | 14    | 11    | 139      | 1.42    |
| 2018            | KIA             | 32              | 0     | 8     | .000  | 6.75     | 28    | 3     | 0     | 0     | 11       | 0     | 40.0   | 55       | 9        | 10    | 2    | 29       | 0     | 0     | 5     | 32    | 30    | 182      | 1.63    |
| KBO 통산 : 12년 | KBO 통산 : 12년 | KBO 통산 : 12년 | 77    | 75    | .507  | 3.29     | 398   | 144   | 12    | 6     | 86       | 18    | 1270.0 | 1168     | 89       | 387   | 16   | 1072     | 62    | 4     | 29    | 517   | 464   | 5298     | 1.22    |
| AAA 통산 : 1년  | AAA 통산 : 1년  | AAA 통산 : 1년  | 4     | 8     | .333  | 5.74     | 23    | 18    | 0     | 0     | 0        | 0     | 95.2   | 125      | 15       | 26    | 0    | 67       | 5     | 1     | 4     | 69    | 61    | 429      | 1.58    |

- 시즌 기록 중 굵은 글씨는 해당 시즌 최고 기록